# Историја пливања
Пливање је забележено још од праисторијских времена; најранији запис о пливању датира из цртежа из каменог доба, пре око 7.000 година. Године 1578, Николаус Винман, немачки професор језика, написао је прву књигу о пливању. Пливање је било део првих модерних Олимпијских игара које су одржане у Атини 1896. године. Године 1908. основана је светска пливачка асоцијација, Међународна пливачка федерација (ФИНА). У јануару 2023. године, име је промењено из ФИНА у Међународна федерација водених спортова.
Пливање се користило у политичким контекстима, као и у ратним временима, као начин одбране земље од давнина до данас. Пливање у викторијанској и едвардијанској ери је било повезано са дечјим активностима као што су извиђачи, у којима су многи извиђачи морали да докажу своју компетентност у води, што је довело до повећања пливачких такмичења за младе људе. У модерном добу, пливање је играло важну улогу у животима деце. Додавање пливања активностима попут летњег кампа, тврде заговорници, повећало је самопоштовање младих и омогућило многој деци да се изразе и забаве. На пливање су такође утицали покрети за једнака права, са укључивањем жена у спорт и укључивањем активности које су се некада сматрале мушким.

## Античка времена
Истраживач Ласло Алмаши пронашао је цртеже у стени, људи са рукама и ногама искривљеним у положају за пливање у удаљеној пећини у Вади Сури, на југу висоравни Гилф Кебир у Египту. Алмаши је веровао да фигуре илуструју пливање и зато је пећину назвао „Пећина пливача“. Упркос томе, савремени истраживачи попут Андраша Збораја тврде да су слике „јасно симболичне, ...са непознатим значењем“. Тешко је датирати цртеже на стенама, али већина истраживача верује да су настали пре око 6000 до 9000 година.
Више референци на пливање налази се у вавилонским и асирским зидним цртежима, који приказују варијанту прсног стила. Најпознатији цртежи пронађени су у пустињи Кебир и процењује се да потичу из око 4000. године пре нове ере. Барељеф Нагоде датиран у 3000. годину п. н. е. такође приказује пливаче. Индијска палата Мохенџо-даро из 2800. године п. н. е. садржи базен величине 12 м x 7 м. Минојска палата у Кнососу на Криту такође је имала купатила. Египатска гробница из 2000. године п. н. е. приказује варијанту краула. Египатски номарх Хети је уклесао у зидове како је држао часове пливања са краљевом децом. Пливање се такође сматрало важном вештином у ратним напорима, јер је Јулије Цезар сматран веома добрим пливачем и подстицао је часове пливања за своју војску, што је укључивало прелазак река на коњу и симулирање поморских битака. Прикази пливача пронађени су и код Хетита, Минојаца и других блискоисточних цивилизација, у комплексу Тепантитла у Теотивакану и на мозаицима у Помпеји.
Писани записи датирају из античких времена, а најранији датирају чак из 2000. године п. н. е. Такве референце се јављају у делима попут Гилгамеша, Илијаде, Одисеје, Библије, Беовулфа и других сага, иако стил никада није описан. Такође постоје бројни помени пливача у Ватиканским, Борџијанским и Бурбонском кодексима. Серија рељефа из 850. године пре нове ере у галерији Нимруд Британског музеја приказује пливаче, углавном у војном контексту, који често користе помагала за пливање.
Талмуд, збирка јеврејског права написана и састављена око 500 године н.е, захтева од очева да уче своје синове како да пливају.

## Рано модерно доба
Године 1538, Николаус Винман, швајцарско-немачки професор језика, написао је најранију познату комплетну књигу о пливању, Colymbetes, sive de arte natandi dialogus et festivus et iucundus lectu (Пливач, или Дијалог о уметности пливања и радости и задовољства читања). Његов циљ је био да смањи опасност од утапања. Књига је садржала добар методички приступ учењу прсног пливања и помињала су се помагала за пливање као што су ваздухом пуњени крављи мехури, снопови трске и појасеви од плуте.
Године 1587, Еверард Дигби је такође написао књигу о пливању, тврдећи да људи могу боље да пливају од риба. Дигби је био виши сарадник на колеџу Сент Џонс у Кембриџу и био је заинтересован за научни метод. Његов кратки трактат, De arte natandi, написан је на латинском и садржао је преко 40 дрворезних илустрација које приказују различите методе пливања, укључујући прсно, леђно и краул. Дигби је сматрао прсно пливање најкориснијим обликом пливања. Године 1603, јапански цар Го-Јозеи је прогласио да школска деца треба да пливају.
Године 1595, Кристофер Мидлтон је написао „Кратак увод за учење пливања“, што је био први објављени водич са цртежима и примерима различитих стилова пливања.
Током колонијалних периода, многи западњаци су умели да пливају само довољно добро да преживе, користећи оно што данас називамо прсним пливачким стилом, док су атлантски Африканци користили варијације слободног стила за риболов и риболов копљем. Многи путници су приметили да су афрички мештани веома талентовани пливачи. Једна прича долази од официра америчке морнарице који је детаљно описао да је пет Европљана и пет људи из народа Кру из Либерије било на истом броду који је почео да тоне. Свих петоро Европљана на броду се удавило, док су људи из народа Кру могли да пливају док нису спасени.
Од 1600. до 1867. године, током периода Едо у Јапану, пливање је постало популарно и дошло је до развоја школа пливања. Многи шогуни су подстицали и промовисали пливање. Верује се да је први шогун Токугаве, Токугава Ијејасу, пливао до своје 69. године. Пливање је било посебно подстицано током трећег и осмог шогуна. Приближавајући се крају Едо периода, све веће претње страних сила довеле су до изградње обала Јапана, а пливање је служило као начин одбране од непријатеља.
Године 1696, француски аутор Мелхиседек Тевено написао је дело Уметност пливања, описујући пливање прсним стилом веома сличном модерном пливању прсним стилом. Ова књига је преведена на енглески језик и постала је стандардни приручник за пливање дуги низ година. 1793. године, Гутс Мутс из Немачке, написао је дело Gymnastik für die Jugend („Вежбање за младе“), укључујући значајан део о пливању. Године 1794, Каноникус Оронцио де Бернарди из Италије написао је двотомну књигу о пливању, укључујући вежбање плутања као предуслов за студије пливања.
Године 1798, Гутс Мутс је написао још једну књигу „Kleines Lehrbuch der Schwimmkunst zum Selbstunterricht“ (Мала књига о уметности пливања за самостално учење), препоручујући употребу „штапа за пецање“ као помоћ у учењу пливања. Његове књиге описују тростепени приступ учењу пливања који се и данас користи. Прво, навикните ученика на воду; друго, вежбајте пливачке покрете ван воде; и треће, вежбајте пливачке покрете у води. Веровао је да је пливање суштински део сваког образовања. Халорен, група произвођача соли у Халеу, у Немачкој, значајно је унапредила пливање тако што је дала пример другима учећи своју децу да пливају од веома раног узраста.

## Модерно доба
Извиђачи постају веома важан део живота викторијанске и едвардијанске деце у Великој Британији. Пливање је уведено као услов за стицање одређених титула и значки. Од 1911. године, да би извиђач стекао титулу извиђача прве класе, морао је да преплива 50 јарди. Током овог периода постојале су три извиђачке значке које су захтевале способност пливања: значка Обалске страже, која је захтевала знање пливања и способност оживљавања утопљеног; значка морнара, која је захтевала пливање 50 јарди потпуно одевеног; и значка пливача и спасиоца, која је захтевала роњење, пливање 50 јарди потпуно одевеног, бацање ужета за спасавање на бову и извођење две методе спасавања утопљених. Извиђачи су се фокусирали на пливање као вештину за спасавање живота и нешто што би сви требало да науче. Ови захтеви су се променили 1912. године, када је, како би се изашло у сусрет онима са здравственим проблемима, део о пливању уклоњен из титуле извиђача прве класе. Упркос укидању захтева, извиђачи су и даље имали право и били су подстицани да се такмиче на разним пливачким такмичењима.
Пливање као метода спасавања у Сједињеним Државама почело је почетком 1900-их, након пожара који је избио на броду у Њујорку 1904. године, што је довело до 1.000 утапања. Ова трагедија је привукла пажњу Вилберта Е. Лонгфелоуа, који је 1914. године контактирао Амерички Црвени крст и помогао у стварању њихових првих обука за безбедност на води. Када је почео Први светски рат и Сједињене Државе ушле у рат, Црвени крст је ушао у војне кампове како би едуковао оне који нису знали да пливају, и оне који су могли, како да спасу животе. До 1922. године, националне водене школе су додате програму за обуку инструктора прве помоћи и службеника за безбедност на води.
16. јула 1966. године, кинески лидер, 73-годишњи Мао Цедунг, пливао је у реци Јангце како би подстакао подршку свом ауторитету и охрабрио друге да практикују маоизам. Овај догађај је био 11. такмичење у пливању преко реке Јангце, на којем је било пријављено 5.000 деце. Присуствовало је много Кинеза и страних гостију, а нико није претходно обавештен да ће Мао пливати. Препливао је 15 километара за 65 минута, што је помогло да се отклоне све сумње у вези са његовим  годинама и физичким способностима да води. Међутим, лист „Тајмс“ је приметио да Мао није пливао, већ га је струја однела низводно. Ово пливање је поново потврдило веру људи у његово вођство, што га је припремило за рат против контрареволуционара. Као резултат тога, Маови комунистички владини званичници су предузели напоре да подстакну омладину и децу да науче да пливају.
Од модерног доба, пливање се такође сматра  корисним за здравље. У случајевима фибромијалгије, пливање може помоћи у смањењу анксиозности. Доктор Брајан Џ. Крабак помиње да пливање може побољшати рад срца и омогућити му да ојача, као и да плућа ефикасније користе кисеоник.

## Пливање као такмичарски спорт
Пливање се појавило као такмичарски спорт почетком 19. века у Енглеској. Године 1828, први затворени базен, купатила Светог Ђорђа, отворен је за јавност. До 1837. године, Национално пливачко друштво је редовно одржавало пливачка такмичења у шест вештачких базена, изграђених око Лондона. Спорт је порастао у популарности и до 1880. године, када је формирано прво национално управно тело, Аматерско пливачко удружење, већ је постојало преко 300 регионалних клубова широм земље.
Године 1844. у Лондону је одржано такмичење у пливању уз учешће два Индијанца. Британски такмичар је користио традиционални стил прсно, док су Индијанци пливали варијанту краула, који су људи у Америци користили генерацијама, али који Британцима није био познат. Победничку медаљу освојио је „Летећи галеб“ који је препливао дистанцу од 40 метара за 30 секунди – индијански метод пливања показао се много бржим од британског прсног пливања. Лондонски лист „Тајмс“ је с неодобравањем објавио да је индијански замах био нерафинисани покрет са рукама „попут ветрењаче“ и хаотичним и нерегулисаним ударањем ногу. Значајно прскање које је пливање изазвало сматрано је варварским и „неевропским“ за британске господу, који су више волели да држе главе изнад воде. Након тога, Британци су наставили да пливају само прсно до 1873. године. Британци су, међутим, прилагодили прсно пливање у бржи бочни стил, где пливач лежи на једној страни; ово је постало популарнији избор до краја 1840-их. Године 1895, Џ. Х. Тајерс из Енглеске је препливао 91 м са рекордним временом од 1:02:50 користећи бочни стил.
Сер Џон Артур Труџен је преузео стил пливања од јужноамеричких староседелаца које је посматрао како пливају на путовању у Буенос Ајрес. По повратку у Енглеску 1868. године, успешно је дебитовао са новим стилом пливања 1873. године и победио на локалном такмичењу 1875. године. Иако је нови стил пливања заправо био поновно увођење интуитивније методе пливања, оне која је била присутна у древним културама попут Древне Асирије, његова метода је револуционисала стање такмичарског пливања – његов стил се и даље сматра најмоћнијим који се данас користи. Брзину новог стила пливања демонстрирао је Фредерик Лејн 1901. године, препливавши 100 yd (91 m) за 1:00:0, што је побољшање од око десет секунди у поређењу са рекордом прсно. Због своје брзине, Труџен стил је веома брзо постао популаран широм света, упркос свим неџентлменским рекламама.
Капетан Метју Веб је био први човек који је препливао Ламанш (између Енглеске и Француске) 1875. године. Користио је прсно пливајући 34,21 км за 21 сат и 45 минута. Његов подвиг није поновљен нити надмашен наредних 36 година, све до Била Берџеса 1911. године. И друге европске земље су основале пливачке федерације; Немачка 1882. године, Француска 1890. године и Мађарска 1896. године. Прва европска аматерска пливачка такмичења била су 1889. године у Бечу. Прво светско првенство у пливању за жене одржано је у Шкотској 1892. године.
Ненси Едберг је популаризовала женско пливање у Стокхолму од 1847. године. Омогућила је часове пливања оба пола, а касније је увела часове пливања и за жене у Данској и Норвешкој. Њене јавне изложбе пливачких такмичења из 1856. године са њеним студенткињама вероватно су биле међу првим јавним изложбама жена пливачица у Европи.
Године 1897, капетан Хенри Шефилд је дизајнирао спасилачку конзерву или цилиндар за спасавање, сада добро познат као уређај за спасавање живота. Зашиљени крајеви су му омогућавали да брже клизи кроз воду, иако је могао да изазове повреде.
Акт IX, који је председник Ричард Никсон потписао у јуну 1972. године, осигуравао је једнаку заштиту од дискриминације у спорту на основу пола у програмима који су добијали федерално финансирање. Неке од ових заштита укључивале су једнаке могућности у опреми, заказивању утакмица и тренинга, свлачионицама и приступу медицинским и тренинг објектима који су обезбеђени за спортисте. Упркос томе, Национална колеџ спортска асоцијација није била домаћин свог првог женског првенства у пливању све до 1982. године.

## Олимпијска ера
Пливање је заступљено на првим Олимпијским играма, одржаним 1896. године у Атини, међутим, због недостатка средстава, догађај је премештен у оближњи залив Пиреј. За такмичење у пливању било је планирано шест дисциплина, али су заправо одржане само четири: 100 м, 500 м и 1200 м слободно и 100 м за морнаре. Прву златну медаљу освојио је Алфред Хајош из Мађарске на 100 метара слободним стилом. Хајош је такође победио у дисциплини на 1200 м, и није могао да се такмичи у трци на 500 м, коју је освојио Аустријанац Паул Нојман.
На другим Олимпијским играма у Паризу 1900. године одржано је такмичење на 200 м, 1000 м и 4000 м слободно, 200 м леђно и 200 м тимска трка (види Пливање на Летњим олимпијским играма 1900. године). Постојала су још два необична пливачка такмичења (иако уобичајена у то време): пливање са препрекама у реци Сени (пливање уз струју) и подводно пливање. Џон Артур Џарвис је победио у трци слободним стилом на 4000 м за мање од једног сата, што је била најдужа олимпијска трка пливања док 2008. године није уведен маратон на 10 км. Леђно пливање је такође представљено на Олимпијским играма у Паризу, као и ватерполо. Пливачки клуб Осборн из Манчестера је прилично лако победио клупске тимове из Белгије, Француске и Немачке.
Олимпијске игре 1904. године у Сент Луису укључивале су различите трке у пливању. Ове игре су правиле разлику између прсног и слободног стила, тако да су сада постојала два дефинисана стила (прсно и леђно) и слободни стил. Ове игре су такође садржавале такмичење у скоковима на даљину, где се мерила удаљеност без пливања, након скока у базен.
Године 1908. основано је Светско пливачко удружење (Fédération Internationale de Natation Amateur - ФИНА).
Женама је први пут дозвољено да пливају на Летњим олимпијским играма 1912. године у Стокхолму, такмичећи се у тркама слободним стилом. На играма 1912. године, Хари Хебнер из Сједињених Држава освојио је трку леђно пливање на 100 м. На овим играма Дјук Каханамоку са Хаваја је победио у трци на 100 м слободним стилом. Овај стил се сада сматра класичним стилом краула. 
Немачка организација за спасавање (Deutsche Lebens-Rettungs-Gesellschaft) основана је 19. октобра 1913. у Лајпцигу након што се 17 људи удавило док су покушавали да се укрцају на пароброд Кронпринц Вилхелм. Исте године, компанија за производњу џемпера Jantzen направила је први еластични купаћи костим.
Године 1922, Џони Вајсмилер је постао прва особа која је препливала 100 м за мање од једног минута, користећи шест замаха ногама по циклусу аустралијског краула. Џони Вајсмилер је започео златно доба пливања, освојивши пет олимпијских медаља и 36 националних првенстава и никада није изгубио трку у својој десетогодишњој каријери, све док се није пензионисао и започео своју другу каријеру глумећи Тарзана у филму. Његов рекорд у слободном стилу је трајао преко 17 година. Исте године, Сибил Бауер је била прва жена која је оборила светски рекорд за мушкарце у трци на 440 м леђно у времену 6:24:8.
На Летњим олимпијским играма 1924. у Паризу, први пут су коришћене преграде за стазе од плуте, а линије на дну базена су помагале у оријентацији.
Пре Олимпијских игара у Токију 2020. године, дисциплина 1.500 метара слободно није била женска дисциплина, упркос томе што је дисциплина у оптицају од Светског првенства 2001. године. Уместо тога, жене су пливале 800 метара слободно као своју најдужу дистанцу. Године 2021, у програм такмичења додате су дисциплине 1.500 метара слободно за жене и 800 метара слободно за мушкарце. Почев од 2021. године, пливачке дисциплине на Олимпијским играма обухватале су, и за мушкарце и за жене: 50, 100, 200, 400, 800 и 1.500 метара слободно, 100 и 200 метара леђно, прсно и лептир, 200 и 400 метара мешовито, што је комбинација четири стила пливања, и штафете које укључују 4x100 метара слободно, 4x100 метара мешовито, 4x200 метара слободно и мешовиту штафету 4x100 метара мешовито, која се састоји од тимова од четири особе, са две жене и два мушкарца који се такмиче у истом тиму.
Године 1972, још један познати пливач, Марк Спиц, био је на врхунцу своје каријере. Током Летњих олимпијских игара 1972. у Минхену, у Немачкој, освојио је седам златних медаља. Убрзо након тога, 1973. године, у Београду, у Југославији, одржано је прво светско првенство у пливању у организацији ФИНА.